# Montana colors
 (novembre 2010).
Si vous disposez d'ouvrages ou d'articles de référence ou si vous connaissez des sites web de qualité traitant du thème abordé ici, merci de compléter l'article en donnant les références utiles à sa vérifiabilité et en les liant à la section « Notes et références ».
Pour les articles homonymes, voir Montana (homonymie).
Montana Colors (en abrégé MTN) est une société espagnole, créée à Barcelone en 1994, spécialisée dans la conception et la fabrication de bombes de peinture aérosol et de marqueurs spécialement conçus pour les graffeurs. Elle est implantée à Sant Vicenç de Castellet, une municipalité de la comarque du Bages, district de Barcelone, en Espagne.
L'entreprise jouit d'une grande popularité auprès des writers pour avoir été la première marque européenne à avoir conçu un spray (bombe) spécialement à leur intention. Leader sur le marché espagnol, quatrième en Europe, la marque est aujourd'hui distribuée dans une trentaine de pays.

## Histoire

### Création et débuts
En 1993, Jordi Rubio est un jeune directeur commercial chez Felton, une entreprise de peinture industrielle. Lors d'une étude de marché sur les peintures en bombe, il apparaît qu'une jardinerie, un point de vente à Barcelone, réalise des ventes nettement supérieures aux autres. Intrigué, il se rend sur place et découvre que le vendeur, dénommé Moockie, est un fameux writer de la scène graffiti barcelonaise. Jordi Rubio s'immerge brutalement dans un monde, une culture qui fait un usage fort diffèrent de ces produits de peinture, normalement destinés à l'industrie automobile et au bricolage.
Autour des années 1990, une dizaine d'années après la Transition démocratique espagnole, la capitale catalane vit une euphorie olympique. Musique, arts visuels, graphisme, voient l'éclosion de jeunes talents comme l'emblématique Javier Mariscal issu du monde du fanzine et de la bande dessinée qui passera de l'underground à la lumière en dessinant Cobí, la mascotte iconoclaste des Jeux olympiques d'été de 1992.
Né dans la rue, le graffiti explose à New York au début des années 1970 et après la chape de plomb franquiste, Barcelone devient alors un lieu important de ce mouvement encore balbutiant dans la péninsule Ibérique. Jordi Rubio pressent un potentiel pour des bombes spécifiquement conçues pour le graffiti, il propose à Felton un projet dans ce sens qui est aussitôt rejeté par son employeur. Son patron lui aurait répondu : « Arrête de rêver et retourne au boulot ». Pour les industriels de la peinture le déni est total : ils assimilent indistinctement le graffiti à une forme de vandalisme et ne croient pas à la viabilité économique de ce marché de niche.
Convaincu du contraire, Jordi Rubio démissionne avec Miquel Galea (technicien de laboratoire de Felton), et fondent ensemble Montana Colors S.L. en 1994.
À la suite de la demande grandissante, les dirigeants de la firme ont décidé de sous-traiter la fabrication du corps métallique de la bombe à la firme allemande Moltip Dupli et de se concentrer sur la peinture, le marketing et le design des produits.[réf. nécessaire]

### Incendie et reconstruction
Le 7 juin 2002, l'usine située sur la commune catalane de Vacarisses, dans le Vallès Occidental fut totalement détruite par un incendie d'origine électrique. Cet accident fit un blessé, gravement brulé, et mit l'entreprise au bord de la faillite.

### Innovation
En 1997 invention brevetée du donut coloré qui déplace la référence visuelle de la couleur, du bouchon vers un anneau de plastique peint qui encercle le dôme de la bombe autour de la buse. Cette invention toute simple a l'énorme avantage de permettre d'identifier la couleur de la bombe sans son bouchon.

### Polémique
Sur le même marché, l'entreprise allemande de peinture, Montana Cans utilise le même nom et une partie du design des bombes (le donut coloré). Même si Montana Colors est la première à avoir vu le jour, cet apparent plagiat provoque une certaine confusion.

### Environnement
Montana Colors (MTN) a créé une gamme de bombes de peinture, la water based, qui a pour solvant de l'eau, ce qui est bénéfique pour l'environnement, d'ailleurs le caps (bouchon ou buse) ainsi que la bombe en elle-même est recyclable.

## Gamme actuelle

### Lessprays

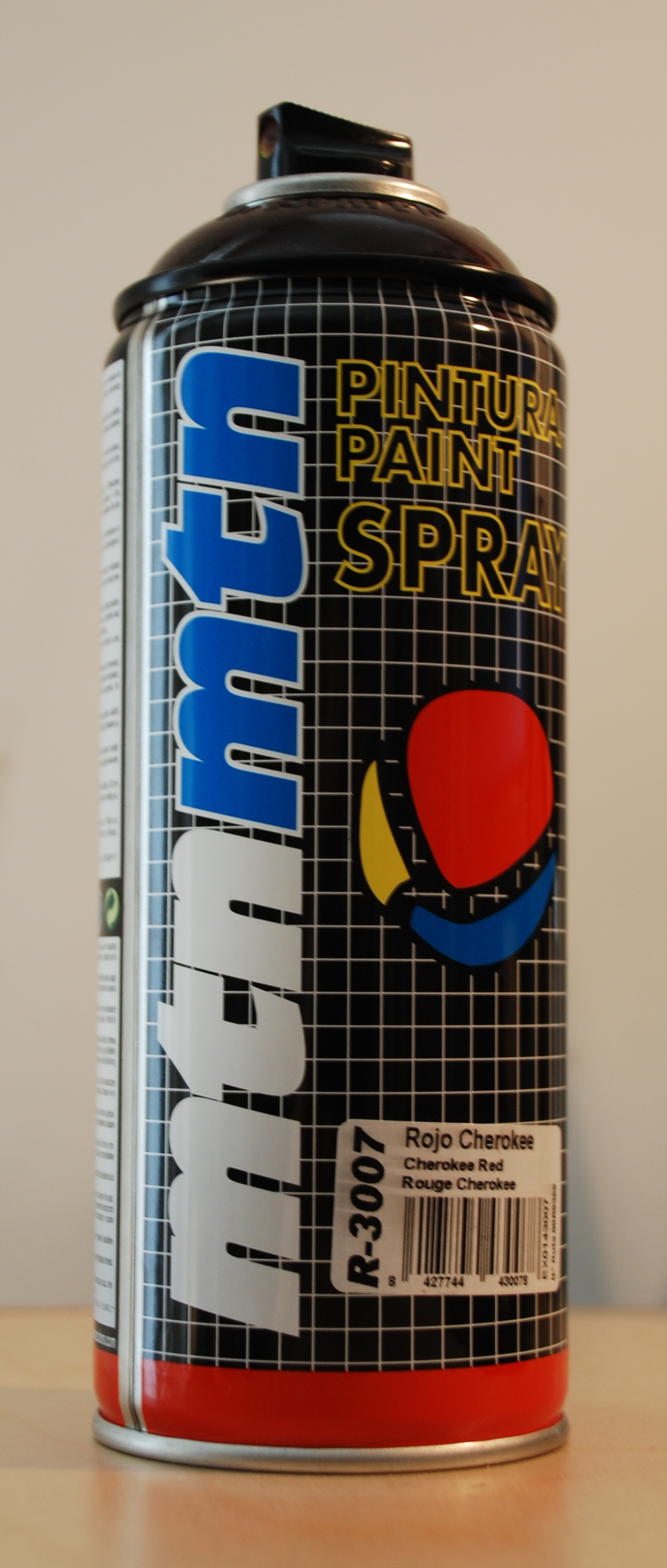
Une bombe de peinture Montana 'Hardcore' 400 ml. (Rouge Cherokee)

- BASE, peinture synthétique mate, haute pression, 400 ml
- Hardcore, peinture synthétique brillante, haute pression, 400 ml
- Hardcore 2, peinture synthétique brillante et/ou mate, haute pression, 400 ml
- Mega, peinture synthétique brillante, haute pression, 600 ml, 10 couleurs
- Máximo XXXL, peinture synthétique brillante, haute pression, 750 ml, 2 couleurs (noir et gris argent)
- MTN 94, peinture synthétique mate, haute et basse pression combinée, 400 ml, 147 couleurs
- Alien, peinture satinée transparent, basse pression, 250 ml, x couleurs
- Nitro 2G, peinture acrylique mate, basse pression, 400 ml, 1 couleur (noir)
- Nitro 2G colors, peinture acrylique mate, basse et haute pression combinée, 500 ml, 10 couleurs
- Micro, peinture synthétique brillante, haute pression, 30 ml, une couleur (noir)
- Pocket, peinture synthétique mate, basse pression, 150 ml, 6 couleurs (blanc, noir, gris argent, rouge clair, jaune clair et bleu électrique)
- Classic, peinture synthétique brillante, basse pression, 200 ml, 14 couleurs
- TNT, peinture synthétique brillant, valve femelle - haute pression, 400ml, 7 couleurs

### Lescaps
Il existe 12 caps (têtes) interchangeables et adaptables sur toutes les bombes de la marque : des plus fines (Super Skinny) pour les détails, les traits acérés, les outlines, aux plus grosses (Astro Fat) pour les traits gras et pour couvrir de larges surfaces.

### Marqueurs et encres
Une gamme de marqueurs MTN Marker re-remplissables, disponibles en 10 couleurs (peinture opaque à base d'eau) et dotés de différentes épaisseurs de feutres.

### Boutiques et galeries
Montana colors installe des établissements à son enseigne sous le nom de "Montana Shop & Gallery", destinés essentiellement à la vente de sa gamme peintures, mais aussi d'autres produits autour de la culture Hip-Hop et Skate.
Certains d'entre eux accueillent aussi des expositions d'artistes du graffiti.
Liste de villes d'Europe et d'Amérique où sont implantés les "Montana Shop & Gallery" :
- Barcelona, València, Sevilla (ES),
- Montpellier, Paris, Lille, Marseille (FR) ;
- Lisboa (PT) ;
- Bruxelles (BE) ;
- Nottingham (UK) ;
- Amsterdam (NL) ;
- Buenos Aires (AR) ;
- Chicago (US).
- Montréal (CA).